# Beckiella lamellata
Beckiella lamellata är en kvalsterart som beskrevs av Balogh och Sandór Mahunka 1969. Beckiella lamellata ingår i släktet Beckiella och familjen Dampfiellidae. Inga underarter finns listade.